# Codex Palatinus germanicus 76

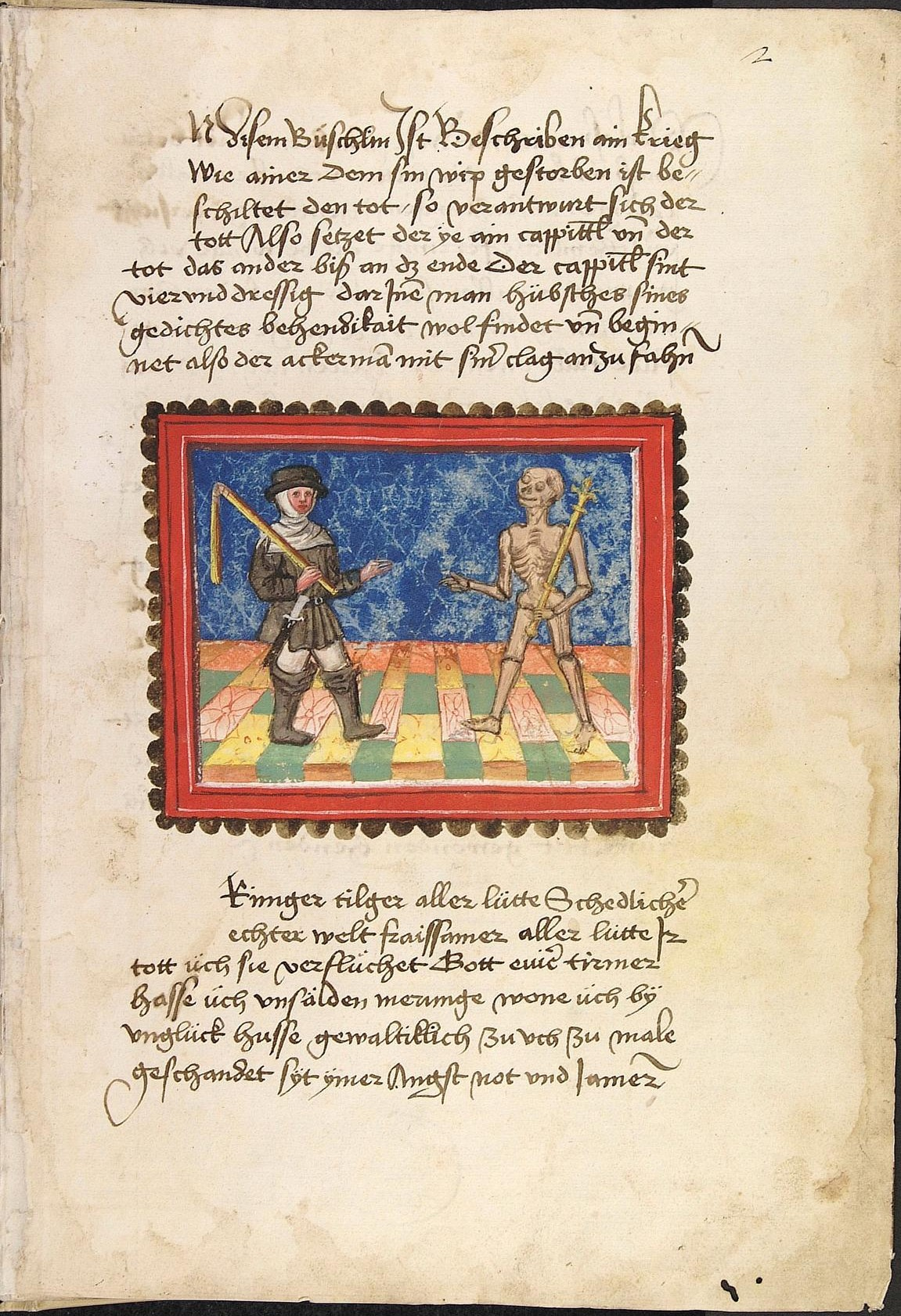
Cod. Pal. germ. 76, Blatt 2r: Der Ackermann aus Böhmen, 1. Kapitel – Der Ackermann klagt den Tod an

Der Codex Palatinus germanicus 76 ist eine spätmittelalterliche Handschrift der ehemaligen Bibliotheca Palatina in Heidelberg. Der Codex gehört zu den Codices Palatini germanici, den deutschsprachigen Handschriften der Palatina, die seit 1816 in der Universitätsbibliothek Heidelberg aufbewahrt werden; Signatur der UB-Heidelberg und gängige fachwissenschaftliche Bezeichnung ist Cod. Pal. germ. 76 (Kurzform: Cpg 76).
Die Bilderhandschrift wurde um 1470 im Auftrag von Margarethe von Savoyen von der Werkstatt des Ludwig Henfflin angefertigt, vermutlich in Stuttgart.
Das Werk überliefert die um 1400 entstandene Prosaschrift Der Ackermann aus Böhmen von Johannes von Tepl, ein rhetorisch kunstvoll konstruiertes Streitgespräch zwischen dem personifizierten Tod und einem Trauernden.

## Beschreibung

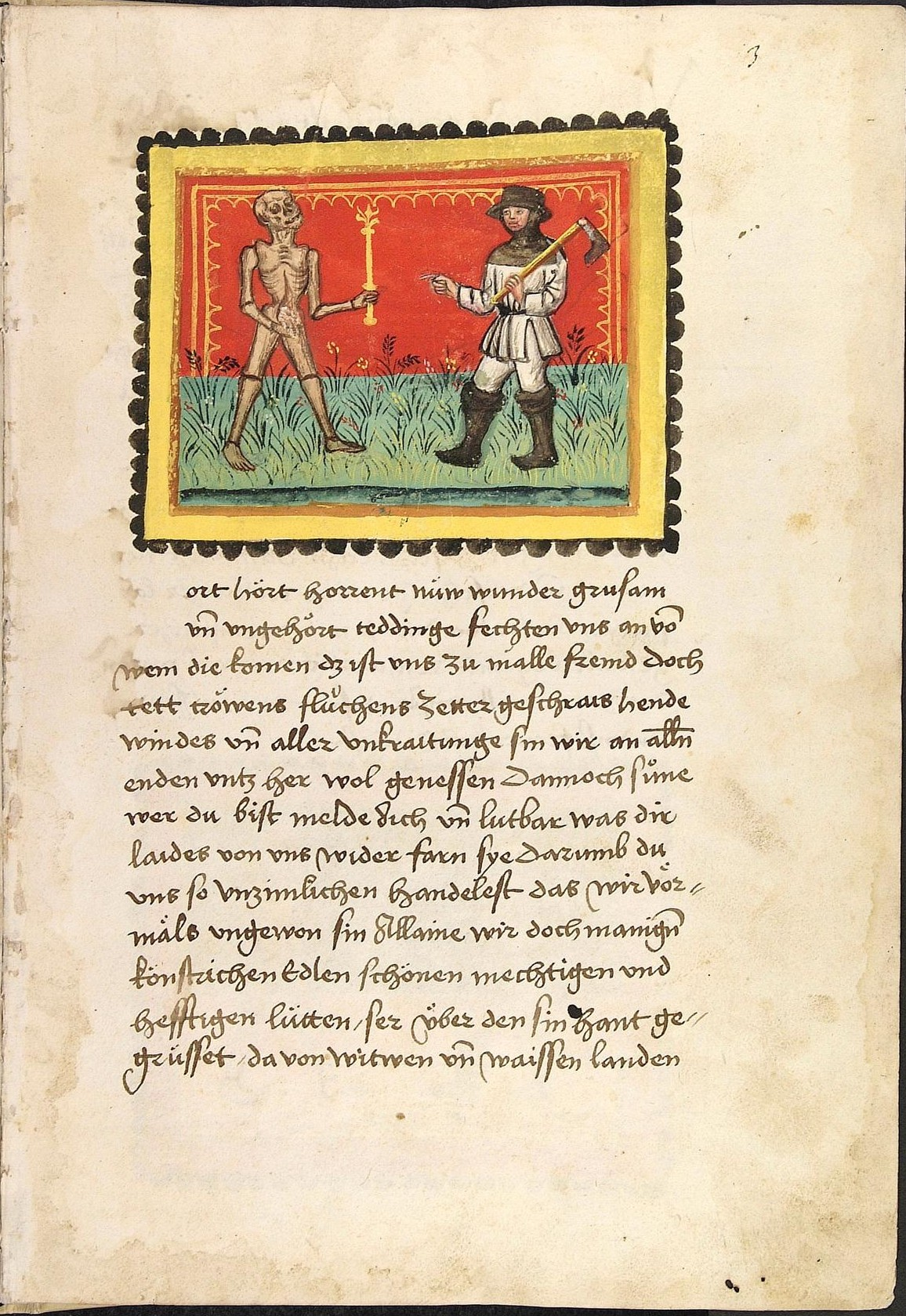
Cod. Pal. germ. 76, Blatt 3r: Der Ackermann aus Böhmen, 2. Kapitel – Der Tod fordert Namen sowie eine Begründung der Anklage

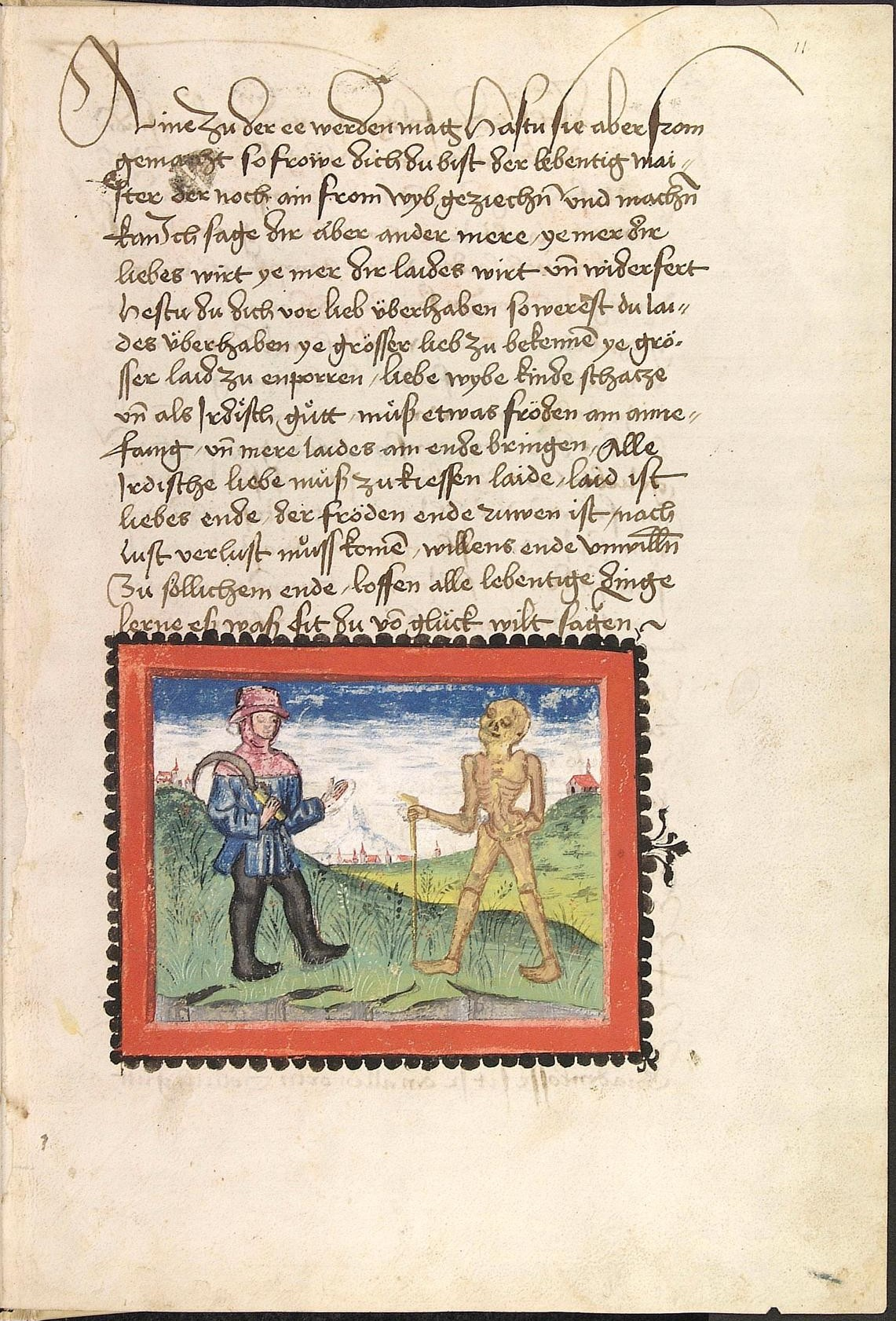
Cod. Pal. germ. 76, Blatt 11r: Der Ackermann aus Böhmen, 13. Kapitel – Der Ackermann klagt über Ungerechtigkeit des Todes

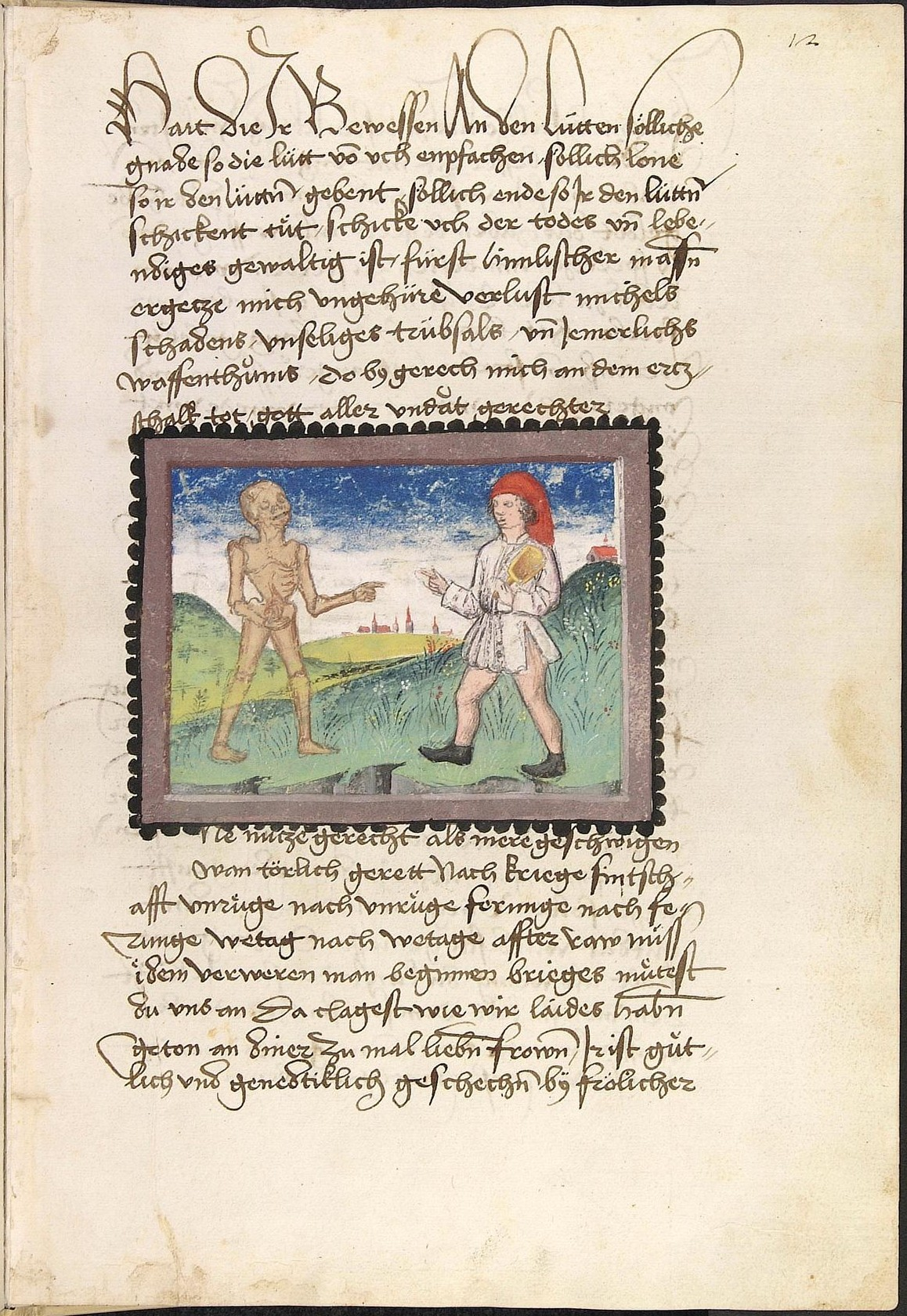
Cod. Pal. germ. 76, Blatt 12r: Der Ackermann aus Böhmen, 14. Kapitel – Der Tod betont seine uneingeschränkte Macht

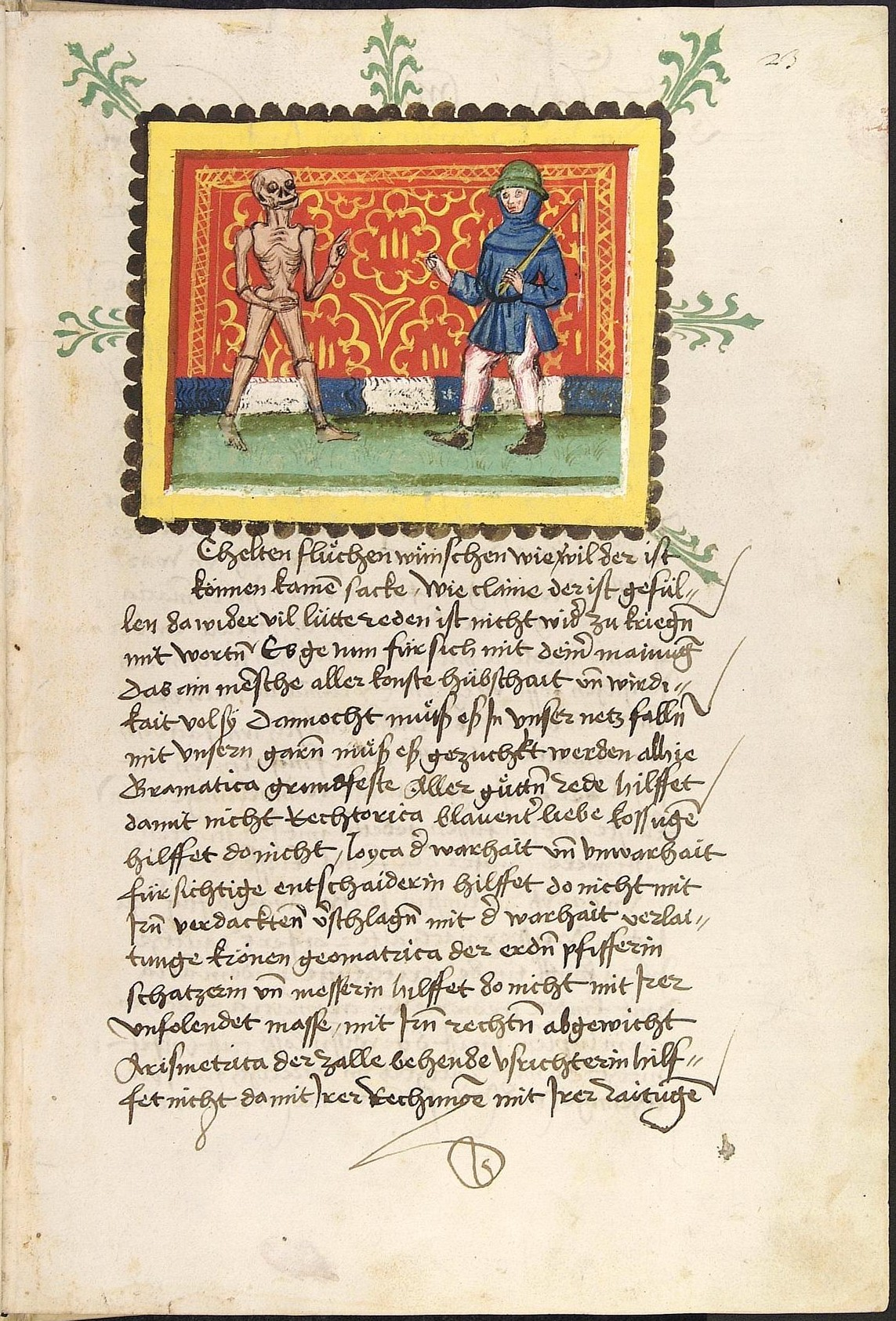
Cod. Pal. germ. 76, Blatt 31v: Der Ackermann aus Böhmen, 26. Kapitel – Der Tod hebt seine Allmacht gegenüber dem Menschen hervor

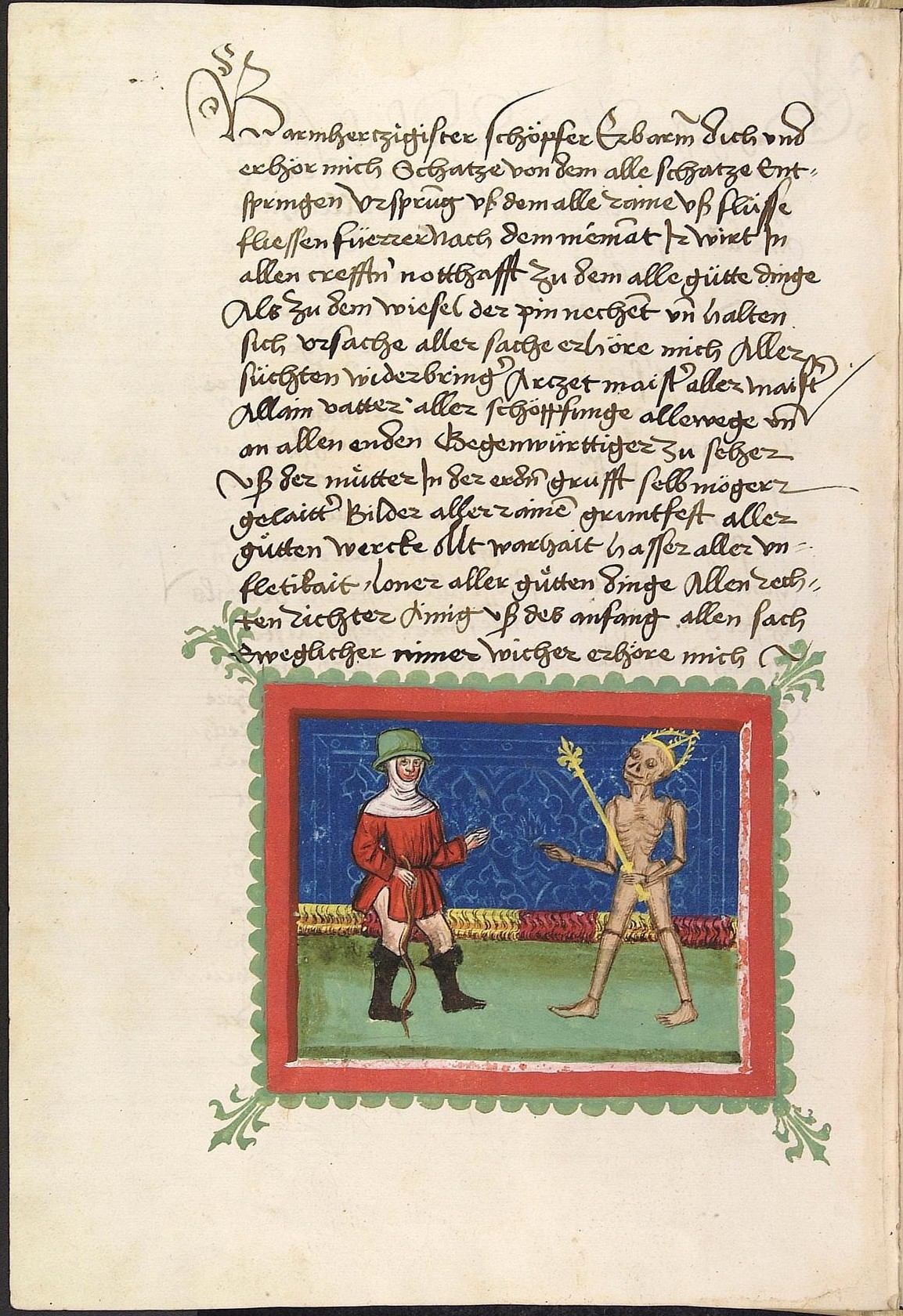
Cod. Pal. germ. 76, Blatt 31v: Der Ackermann aus Böhmen, 34. Kapitel – Fürbittgebet des Ackermanns

Der Codex ist eine Papierhandschrift mit 32 Blättern. Die Foliierung des 17. Jahrhunderts zählt die mit Text beschriebenen Blätter 1–32 durch, die Blätter 1 und 10 sind mit moderner Zählung versehen, ebenso je drei vorn und hinten neu eingeklebte Vorsatzblätter.
Die Blattgröße der Handschrift beträgt 31,1 × 21,2 cm, dabei ist ein Schriftraum von 23,5 × 13–14 cm beschrieben mit 25 bis 28 Zeilen pro Seite. Schriftform ist eine Bastarda von einer Hand, vermutlich identisch mit Schreiber II von Cod. Pal. germ. 345. Beim Schreiben wurde für Initialen Platz gelassen, diese sind aber an keiner Stelle ausgeführt.
Die Oberlängen der Buchstaben in der ersten Zeile sind auf vielen Seiten auffällig verlängert, teilweise zu Schlaufen ausgebaut. Wiederholt sind in den Schlaufen dieser Oberlängen die Buchstaben „f“ (bspw. Blätter 8r, 10r und öfter) und „M“ (bspw. 11v, 14r und öfter) zu erkennen; auf Blatt 9v ist das Wort „fortuna“ in einer solchen Schlaufe ausgeschrieben; auf Blatt 29r neben dem „M“ zusätzlich ein „V“. Diese Markierungen wurden von Henrike Lähnemann gedeutet als „apotropäisch-glücksbringende Zeichen“, sie liest mit Karin Zimmermann das „f“ jeweils als „fortuna“, das „M“ als Namenskürzel Margarethes von Savoyen und das „V“ (=U) als Kürzel für Margarethes dritten Ehemann, Ulrich von Württemberg.
Auf Blatt 1r ist Margarethes Wappen eingetragen, umgeben von vier Zeichen, dem Monogramm I M M L. Eine sichere Aufschlüsselung zur Bedeutung gibt es bisher (Stand 2020) nicht; plausibel erscheint die Auflösung als In  memoriam  Mariti  Ludovici, also der Bezug auf Margarethes zweiten Ehemann Ludwig von der Pfalz. Die folgende Seite (Blatt 1v) zeigt die Wappen von Württemberg und Savoyen in zwei kleinen Schilden.
Bei der Restaurierung 1974 wurde ein Pappeinband entfernt und erneuert und die Handschrift wurde neu geheftet.

### Miniaturen
Der Ackermann aus Böhmen ist in 17 handschriftlichen Zeugnissen überliefert, Cod. Pal. germ. 76 ist dabei eine von zwei illustrierten Handschriften. Die 34 Kapitel des Werks sind hier mit 35 Illustrationen geschmückt. Diese stehen jeweils am Anfang eines neuen Kapitels, mit Ausnahme der letzten Miniatur (Blatt 31v) zum Fürbittgebet des Ackermanns, die zusätzlich im letzten Kapitel eingeschoben ist.
In den Abbildungen stehen sich in allen Bildern der Ackermann und der Tod gegenüber, sie wechseln dabei von Bild zu Bild die Seiten; die in einer Abbildung jeweils links stehende Figur redet im darauf folgenden Kapitel. Die Position der beiden Figuren entspricht also der Texteinteilung, wo ebenfalls von Kapitel zu Kapitel abwechselnd der Tod und der Ackermann argumentieren: in den Kapiteln mit ungerader Nummer der Ackermann, in jenen mit gerader Nummer der Tod.
Die Abbildungen sind einfach und schematisch ausgeführt, sowohl die Rahmungen, die Bodenstücke und Bildhintergründe als auch die Figuren selbst. Alle Abbildungen haben einen bunten, breiten, profilierten Rahmen mit einer Borte aus schwarzen oder grünen Halbkugeln, in der zweiten Hälfte des Werks auch wiederholt mit aus der Borte wachsender floraler Ornamentik.
Boden und Hintergrund der ersten 12 Abbildungen (Blätter 2r bis 10v) zeigen abwechselnd (1) im roten Rahmen einen Innenraum mit schachbrettartig kariertem Fußboden vor einer blauen, ornamental gemusterten Rückwand, als Kulisse der Redeanteile des Ackermanns, oder (2) im gelben Rahmen einen Innenraum mit Grasboden und Blumenbewuchs vor einer roten Rückwand mit gelben Randornamenten, als Hintergrund für die Argumentation des Todes. Die folgenden 13 Illustrationen (Blätter 11r bis 21v) haben mit einer Ausnahme durchgehend einen roten Rahmen (Blatt 12r: grauer Rahmen). Die Kulisse, in der das Streitgespräch stattfindet, ist hier eine offene Landschaft, teilweise ist im Hintergrund eine entfernte Stadtsilhouette gezeichnet, im Vordergrund ist jeweils eine scharfe Abbruchkante gezeichnet, an deren Rand die Figuren stehen. Die abschließenden 10 Miniaturen (Blätter 23r bis 31v) sind wieder als schematische Innenraumdarstellungen angelegt; wie bei den ersten 12 Illustrationen ist dem Tod ein gelber Rahmen und eine rote Hintergrundwand zugewiesen, dem Ackermann ein roter Rahmen und eine blaue Hintergrundwand. Im Unterschied zu den ersten Bildern sind hier die Bodenstücke durchgehend einfache grüne Flächen, die sich nur noch in der Farbgebung einer Randleiste unterschieden, und die gelbe Ornamentik auf den roten Hintergrundflächen bei den Gegenreden des Todes ist auf die gesamte Fläche ausgedehnt.
Die Figuren selbst sind in der Anlage der Zeichnung ebenfalls ganz schematisch dargestellt; sie zeigen durchgehend dieselbe Körperhaltung, von wenigen, geringen Wechseln der Armhaltung abgesehen, die einzige deutliche Abwechslung besteht im schon genannten regelmäßigen Tausch der Positionen. Der Tod ist immer gleichartig als brauner Knochenmann gezeichnet, verschiedentlich mit wenigen Attributen seiner Herrschaft ausgestattet, bspw. einem Szepter, einer Krone oder einem Stab. Der Ackermann dagegen trägt auf fast jeder Abbildung andere Kleidung und andere landwirtschaftliche Gerätschaften.

## Herkunft
Die Handschrift wurde um 1470 von der Werkstatt des Ludwig Henfflin angefertigt, wahrscheinlich in Stuttgart. Die Schreibsprache ist schwäbisch.
Auftraggeberin war Margarethe von Savoyen (1420–1479), die in dritter Ehe mit Ulrich V. (1413–1480), Graf von Württemberg-Stuttgart, verheiratet war. Das einzige Kind aus ihrer zweiten Ehe mit dem pfälzischen Kurfürsten Ludwig IV. (1424–1449), Kurfürst Philipp von der Pfalz (1448–1508), erbte die Handschrift nach Margaretes Tod 1479. Damit gelangte die Handschrift aus Stuttgart nach Heidelberg und wurde später Teil der Bibliotheca Palatina.
Cod. Pal. germ. 76 wurde von Wegener 1927 noch nicht als Teil der Henfflin-Gruppe im Bestand der Palatina angesehen, sondern die Zuordnung geht auf die Heidelberger Forschungen anlässlich der Digitalisierung der Codices Palatini germanici Anfang des 21. Jahrhunderts zurück.
Wie die anderen Handschriften der kurfürstlich-pfälzischen Bibliotheken kam der Codex nach der Eroberung der Kurpfalz im Dreißigjährigen Krieg 1622 nach Rom in den Besitz der Vatikanischen Bibliothek und wurde mit den anderen deutschsprachigen Beständen der Palatina im Rahmen der Regelungen während des Wiener Kongresses erst 1816 nach Heidelberg zurückgeführt.

## Inhalte
Einziger Inhalt der Handschrift ist der Prosa-Dialog Der Ackermann aus Böhmen des Johannes von Tepl. Ein Ackermann tritt mit einer emotional aufgewühlten Prozessrede gegen den personifizierten Tod an, mit erbitterten Worten beschuldigt er diesen des Mordes an seiner geliebten jungen Frau, und fordert, dass der Tod für alle Zeit geächtet werde, dass er seine Rechte verliere und hingerichtet werde. Die ersten 32 Kapitel sind eine stete Wechselrede zwischen dem Ankläger und dem Tod, der kühl und rational auf die Anschuldigungen reagiert und auf seine von Gott gegebene Rolle verweist. Im 33. Kapitel wird Gott quasi zum Richter des Prozesses, sein Urteil spricht dem Ankläger ehrenhaftes Verhalten zu, erinnert ihn aber an seine Sterblichkeit. Dem Tod gibt Gott den Sieg im Streit, ihn erinnert er aber daran, dass seine Macht von Gott gegeben ist. Das 34. Kapitel ist ein Fürbittengebet.
Hervorgehoben wurden sowohl die literarische Qualität des Werks als auch die rhetorische Meisterschaft der Sprache und Gedankenführung.